# Atletismo nos Jogos Pan-Americanos de 1975 - 400 m com barreiras masculino
A prova dos 400 m com barreiras masculino nos Jogos Pan-Americanos de 1975 foi realizada na Cidade do México, México.

## Medalhistas
| Ouro                          | Prata                         | Bronze                  |
| James King USA Estados Unidos | Ralph Mann USA Estados Unidos | Damaso Alfonso CUB Cuba |

## Resultados
| Posição           | Nome               | Nacionalidade      | Tempo | Notas |
| ----------------- | ------------------ | ------------------ | ----- | ----- |
| Medalha de ouro   | James King         | USA Estados Unidos | 49.80 |       |
| Medalha de prata  | Ralph Mann         | USA Estados Unidos | 50.04 |       |
| Medalha de bronze | Damaso Alfonso     | CUB Cuba           | 50.19 |       |
| 4                 | Iván Mangual       | PUR Porto Rico     | 50.69 |       |
| 5                 | Fabio Zúñiga       | COL Colômbia       | 50.83 |       |
| 6                 | Jesús Villegas     | COL Colômbia       | 51.48 |       |
| 7                 | David Jarvis       | CAN Canadá         | 51.82 |       |
| 8                 | Enrique de la Mora | MEX México         | 53.15 |       |